# Alvarelhos (Trofa)
Alvarelhos is een plaats (freguesia) in de Portugese gemeente Trofa en telt 3 146 inwoners (2001).